# Кубок УРСР з волейболу серед чоловіків
Кубок УРСР з волейболу серед чоловічих команд — щорічний турнір з волейболу, який проводився під егідою Федерації волейболу УРСР . Засновано у 1957 році.

## Призери
| Сезон | Володар                 | Фіналіст                     |
| ----- | ----------------------- | ---------------------------- |
| 1946  | «Спартак»(Київ)         | «Наука»-«Буревісник»(Харків) |
| 1947  | «Спартак»(Київ)         | «Наука»-«Буревісник»(Харків) |
| 1948  | «Спартак»(Київ)         | «Наука»-«Буревісник»(Харків) |
| 1949  | «Спартак»(Київ)         | «Медик»-МВК«Одеса»           |
| 1950  | «Спартак»(Київ)         | «Наука»-«Буревісник»(Харків) |
| 1951  | «Спартак»(Київ)         | «Наука»-«Буревісник»(Харків) |
| 1952  | «Спартак»(Київ)         | «Наука»-«Буревісник»(Харків) |
| 1953  | «Спартак»(Київ)         | «Наука»-МВК«Одеса»           |
| 1954  | «Наука»-МВК«Одеса»      | «Спартак»(Київ)              |
| 1955  | «Наука»-МВК«Одеса»      | «Наука»(Дніпропетровськ)     |
| 1956  | «Наука»-МВК«Одеса»      | «Спартак»(Київ)              |
| 1957  | «Буревісник»-МВК«Одеса» | «Буревісник»(Харків)         |
| 1958  | «Буревісник»-МВК«Одеса» | «Буревісник»(Харків)         |
| 1959  | «Буревісник»(Харків)    | «Буревісник»-МВК«Одеса»      |
| 1960  | «Буревісник»-МВК«Одеса» | «Локомотив»(Київ)            |
| 1961  | «Буревісник»-МВК«Одеса» | «Локомотив»(Київ)            |
| 1962  | «Буревісник»-МВК«Одеса» | «Буревісник»(Харків)         |
| 1963  | «Локомотив»(Київ)       | «Буревісник»(Харків)         |
| 1964  | «Буревісник»-МВК«Одеса» |                              |
| 1965  | «Локомотив»(Київ)       | «Буревісник»-МВК«Одеса»      |
| 1966  | «Локомотив»(Київ)       | «Буревісник»(Харків)         |
| 1967  | «Локомотив»(Київ)       | «Буревісник»(Харків)         |
| 1968  | «Буревісник»(Харків)    | «Локомотив»(Київ)            |
| 1969  | «Локомотив»(Київ)       | «Буревісник»(Харків)         |
| 1970  | «ДБК»(Харків)           | СКА(Київ)                    |
| 1971  | «Локомотив»(Київ)       | «Зірка»(Луганськ)            |
| 1972  | «ДБК»(Харків)           | «Локомотив»(Київ)            |
| 1973  | «ДБК»(Харків)           | «Локомотив»(Київ)            |
| 1974  | «ОдТІЛ»-МВК«Одеса»      | «Локомотив»(Київ)            |
| 1975  | «Локомотив»(Київ)       | «ОдТІЛ»-МВК«Одеса»           |
| 1976  | «Буревісник»(Полтава)   | «ЧГБ»-МВК«Одеса»             |
| 1977  | «Локомотив»(Київ)       | «Локомотив»(Дніпропетровськ) |
| 1978  | «ЧГБ»-МВК«Одеса»        | «Локомотив»(Харків)          |
| 1979  | «Зірка»(Луганськ)       | «Локомотив»(Київ)            |
| 1980  | «Локомотив»(Харків)     | «Політехнік»-МВК«Одеса»      |
| 1981  | «Локомотив»(Київ)       | «Політехнік»-МВК«Одеса»      |
| 1982  | «Локомотив»(Харків)     | «Політехнік»-МВК«Одеса»      |
| 1983  | «Локомотив»(Харків)     | «Політехнік»-МВК«Одеса»      |
| 1984  | «Локомотив»(Харків)     | «Політехнік»-МВК«Одеса»      |
| 1985  | «Політехнік»-МВК«Одеса» | «Локомотив»(Харків)          |
| 1986  | «Локомотив»(Харків)     | «Політехнік»-МВК«Одеса»      |
| 1987  | «Локомотив»(Київ)       | «Локомотив»(Харків)          |
| 1988  | «Локомотив»(Київ)       | «Локомотив»(Харків)          |
| 1989  | «Локомотив»(Київ)       | «Шахтар»(Донецьк)            |
| 1990  | «Локомотив»(Київ)       | «Шахтар»(Донецьк)            |
| 1991  | «Шахтар»(Донецьк)       | «Локомотив»(Київ)            |